# Шингл-Спрінгс (Каліфорнія)
Шингл-Спрінгс (англ. Shingle Springs) — переписна місцевість (CDP) в США, в окрузі Ель-Дорадо штату Каліфорнія. Населення — 4660 осіб (2020).

## Географія
Шингл-Спрінгс розташований за координатами 38°39′57″ пн. ш. 120°56′10″ зх. д. / 38.66583° пн. ш. 120.93611° зх. д. (38.665855, -120.936208).  За даними Бюро перепису населення США в 2010 році переписна місцевість мала площу 21,34 км², з яких 21,26 км² — суходіл та 0,07 км² — водойми.

## Демографія
Згідно з переписом 2010 року, у переписній місцевості мешкали 4432 особи в 1627 домогосподарствах у складі 1251 родини. Густота населення становила 208 осіб/км².  Було 1718 помешкань (81/км²).
Расовий склад населення:
| - 88,4 % — білих - 2,4 % — корінних американців - 1,1 % — азіатів - 0,3 % — чорних або афроамериканців - 0,1 % — вихідців з тихоокеанських островів - 3,0 % — осіб інших рас |

До двох чи більше рас належало 4,6 %. Частка іспаномовних становила 10,6 % від усіх жителів.
За віковим діапазоном населення розподілялося таким чином: 23,3 % — особи молодші 18 років, 62,6 % — особи у віці 18—64 років, 14,1 % — особи у віці 65 років та старші. Медіана віку мешканця становила 44,6 року. На 100 осіб жіночої статі у переписній місцевості припадало 97,7 чоловіків;  на 100 жінок у віці від 18 років та старших — 96,4 чоловіків також старших 18 років.
Середній дохід на одне домашнє господарство  становив 94 771 долар США (медіана — 76 708), а середній дохід на одну сім'ю — 97 273 долари (медіана — 78 109). Медіана доходів становила 81 211 долар для чоловіків та 37 407 доларів для жінок. За межею бідності перебувало 16,4 % осіб, у тому числі 37,0 % дітей у віці до 18 років та 8,2 % осіб у віці 65 років та старших.
Цивільне працевлаштоване населення становило 2134 особи. Основні галузі зайнятості: науковці, спеціалісти, менеджери — 16,4 %, будівництво — 12,8 %, освіта, охорона здоров'я та соціальна допомога — 12,7 %.